# Paltalk
Paltalk es un programa informático de mensajería instantánea compatible con todos los sistemas operativos posteriores a Windows 95 lanzado en junio de 1998.

## Características
Este servicio posee una amplia variedad de funciones y utilidades exclusivas, las mismas dependen en ocasiones del tipo de cuenta que posea el usuario. Si el mismo se ha registrado mediante la versión de pago, podrá disponer de opciones adicionales y de mayor accesibilidad no disponibles en la versión gratuita.
Algunas de las funciones generales del programa son: la típica conversación de mensajería instantánea ordinaria con sus correspondientes opciones de formato y emoticones; conversación de voz, cámara web y videoconferencia; envío y recepción de archivos; juegos interactivos; configuración de estado; etc.
Sin lugar a dudas, la característica principal del mismo es la posesión de salas de conversación con variedad de contenido (adulto, karaoke y otros) que pueden ser creadas por los propios usuarios. En estas salas, los usuarios pueden enviar mensajes de conocimiento público o de forma privada a algún usuario en especial.
Paltalk permite a los usuarios crear salas de chat donde se puede chatear mediante texto, voz y video chat. Estas salas de chat pueden albergar cientos y en algunos casos miles de usuarios del chat en una conversión. A salas de Chat, se puede acceder a través de software descargable para PC, Una versión flash a través de su página web (la de Paltalk), y su aplicaciones iOS recientemente lanzadas, aplicaciones móviles y tabletas Android.
Los usuarios de Paltalk también pueden tener sesiones de video chat privadas con hasta otros 15 usuarios.
Nota importante: La versión flash (Paltalk Express) fue discontinuada a finales de 2016 debido a que las nuevas versiones de los navegadores más populares han avisado que dejarán de soportar esa tecnología en un futuro inmediato.